# Limnophilomyia (Eulimnophilomyia) abnormalis
Limnophilomyia (Eulimnophilomyia) abnormalis is een tweevleugelige uit de familie steltmuggen (Limoniidae). De soort komt voor in het Afrotropisch gebied.